# Delta E
Delta E, oft als dE oder ∆E geschrieben, ist ein Maß mit der ein visuell beurteilter Farbabstand (Farbdifferenz) numerisch quantifiziert werden kann. Das Delta steht hierbei als Zeichen der Differenz. 

## Gleichabständigkeit
„Gleiche Farbe“, besser „gleiche Farbvalenz“, zu erreichen, ist insbesondere mit verschiedenen Materialien, unter unterschiedlichen äußeren Bedingungen wie der Metamerie und wegen der Individualität der Betrachter schwierig.
In der betrieblichen Praxis ist die Angabe von Farbtoleranzen etwa in Lieferbedingungen üblich. Auf Farben angewandt bedeutet dies, dass ein Farbunterschied ΔE für jedes Paar von Farbtönen von den meisten Menschen gleich wahrgenommen werden sollte. Für die Konstruktion eines Farbraumes wird die Wahrnehmung in psychometrischen Experimenten anhand  gerade noch wahrnehmbarer Farbunterschiede quantifiziert. Das Ziel ist, dass Bereiche von Farbbereichen, deren Farben visuell nicht zu unterscheiden sind, im Farbraum kugelförmig und unabhängig vom Farbort gleich groß sind. In der xy-Farbtafel („Schuhsohle“) ist die visuelle Gleichabständigkeit nicht gegeben: David MacAdam stellte Toleranzellipsen fest, deren Richtung und Größe vom Farbort abhängig sind. Diese Bedingung wurde für den L*a*b*-Farbraum erstmals näherungsweise erfüllt.

## Farbabstand Delta E
Der Farbabstand wird normalerweise als Delta E angegeben. In EN ISO 11664-4 wird der Begriff Farbabstand gegenüber dem Begriff Farbdifferenz bevorzugt. Gegenüber Farbunterschied steht er für die quantifizierte Form. Jeder real auftretenden Farbe, auch jeder von einem Gerät abgegebenen oder gemessenen Farbe, lässt sich in einem dreidimensionalen Raum ein Farbort zuordnen. Diese Möglichkeit ist im Graßmannschen Gesetz begründet.
Der Wert von Delta E zwischen den Farborten {\displaystyle (L^{*},a^{*},b^{*})_{\rm {p}}} und {\displaystyle (L^{*},a^{*},b^{*})_{\rm {v}}} wird nach EN ISO 11664-4 als euklidischer Abstand berechnet:
{\displaystyle \Delta E_{\rm {p{,}v}}={\sqrt {(L_{\rm {p}}^{*}-L_{\rm {v}}^{*})^{2}+(a_{\rm {p}}^{*}-a_{\rm {v}}^{*})^{2}+(b_{\rm {p}}^{*}-b_{\rm {v}}^{*})^{2}}}}

## Weiterentwicklungen von Abstandsformeln
Der Lab-Farbraum ist für praktische Anwendungen nicht ausreichend gleichabständig. Bei den gesättigten Farben werden Unterschiede geringer empfunden als das {\displaystyle \Delta E} erwarten lässt, Blautöne werden falsch bewertet. So wurde die Berechnung des Farbabstands mit dem Lab-Modell von der CIE weiterentwickelt. Die Modifikationen am euklidischen Abstand berücksichtigen unter anderem eine bessere Bewertung des Farbabstands im blauen Bereich und den Einfluss der Umgebungshelligkeit, die Adaptation an die Helligkeit, in einfacher Form. Auch wurde der Einfluss der Helligkeitswahrnehmung (hellere und dunklere Töne) auf das Farbempfinden neu bewertet.
{\displaystyle \Delta E_{\rm {94}}} und {\displaystyle \Delta E_{\rm {00}}} nach CIE94 und CIEDE2000 sind die verbreitetsten Nachfolgeformeln, die sich durch teilweise sehr komplizierte Modifikationen der CIELAB-Farbabstandsformel an eine visuelle Gleichabständigkeit besser annähern. Die Anwendung dieser Modelle ist wegen der komplexen Berechnungen allerdings umständlich, es hat lange gedauert, bis sie eine breitere Anwendung finden konnten. Es gibt Softwarepakete für Bildanalyse, Farbraumtransformation und die Kalibrierung der Geräte, die diese aktuelleren von der CIE empfohlenen Farbabstandsformeln schon verwenden. Seit 2014 ist {\displaystyle \Delta E_{\rm {00}}} in der Norm ISO/CIE 11664-6 festgelegt.
Das Modell {\displaystyle \Delta ECMC(l:c)} wurde vor allem für die Textilindustrie entwickelt. Es wird in dieser Branche eingesetzt, da Besonderheiten dieser Branche, wie die Fadenstruktur von Gewebe, mit geeigneten Faktoren berücksichtigt werden.
Der neue Farbraum DIN99 ist die Alternative zu den eingeführten Formeln CIE94 und CIEDE2000. In seiner Genauigkeit vergleichbar mit beiden Farbdifferenzformeln ist die Berechnung von {\displaystyle \Delta E_{99}} ungleich einfacher, die Berechnung des Farbabstandes ist identisch mit {\displaystyle \Delta E}. Mit empfindungsgerechter Gestaltung des Farbraumes und dem somit anders beschriebenen Farbort sind euklidische Abstände möglich. Trotz seines großen praktischen Nutzens und Potentials zur Kosteneinsparung ist DIN99 in der amerikanisch dominierten wissenschaftlichen Gemeinschaft faktisch unbekannt.
Die alte {\displaystyle \Delta E}-Berechnung aus LAB-Koordinaten aus den 1980er Jahren ist noch weit verbreitet, obwohl die Unzulänglichkeiten wohlbekannt sind. Das Argument, die Umstellung auf bessere Farbabstandsformeln sei zu teuer, beachtet nicht die Folgekosten durch falsche Farbabstandsbewertung mit {\displaystyle \Delta E}.
Dennoch ist die Ermittlung von Farbabständen für manche Zwecke unzulänglich, zumal die Qualitätsanforderungen ebenfalls steigen. So wurde mit CAM (Color Appearance Models, Modelle zur Farberscheinung) und IAM (Image Appearance Models, Modelle zur Bilderscheinung) ein neuer grundsätzlicher Ansatz gemacht, der nicht von der Berechnung über Farbkoordinaten zu Farbabständen gelangt. Die neuen Modellkategorien basieren auf der geänderten Fragestellung: „Wie erscheint eine bestimmte Farbe oder ein Bild im allgemeinen Kontext der näheren und ferneren Umgebung eines Bildes?“. Dadurch sind weiterführende Schritte in Richtung wahrnehmungsgerechter Gleichabständigkeit der Farbräume und der Ergebnisse von Korrekturformeln möglich gemacht. Das Umfeld der Farbbeobachtung soll einbezogen werden, solche Kriterien sind Adaptation, HDR, Simultankontrast, die chromatische Adaptation. Ziel sind Aussagen darüber, wie ein Bild (also das Zusammenspiel der Farben) auf den Betrachter wirkt.

## Anwendungen

### Bewertung von ΔE
Im CMC-System wird der Wert ΔE = 1, als „noch tolerierbare Farbabweichung“ notiert.
Da Farbräume trotz der erreichten Verbesserungen nur in der nahen Umgebung des Farbortes empfindungsgemäß sind, ist ein ΔE = 10 und höher bevorzugt als andere Farbe zu sehen.

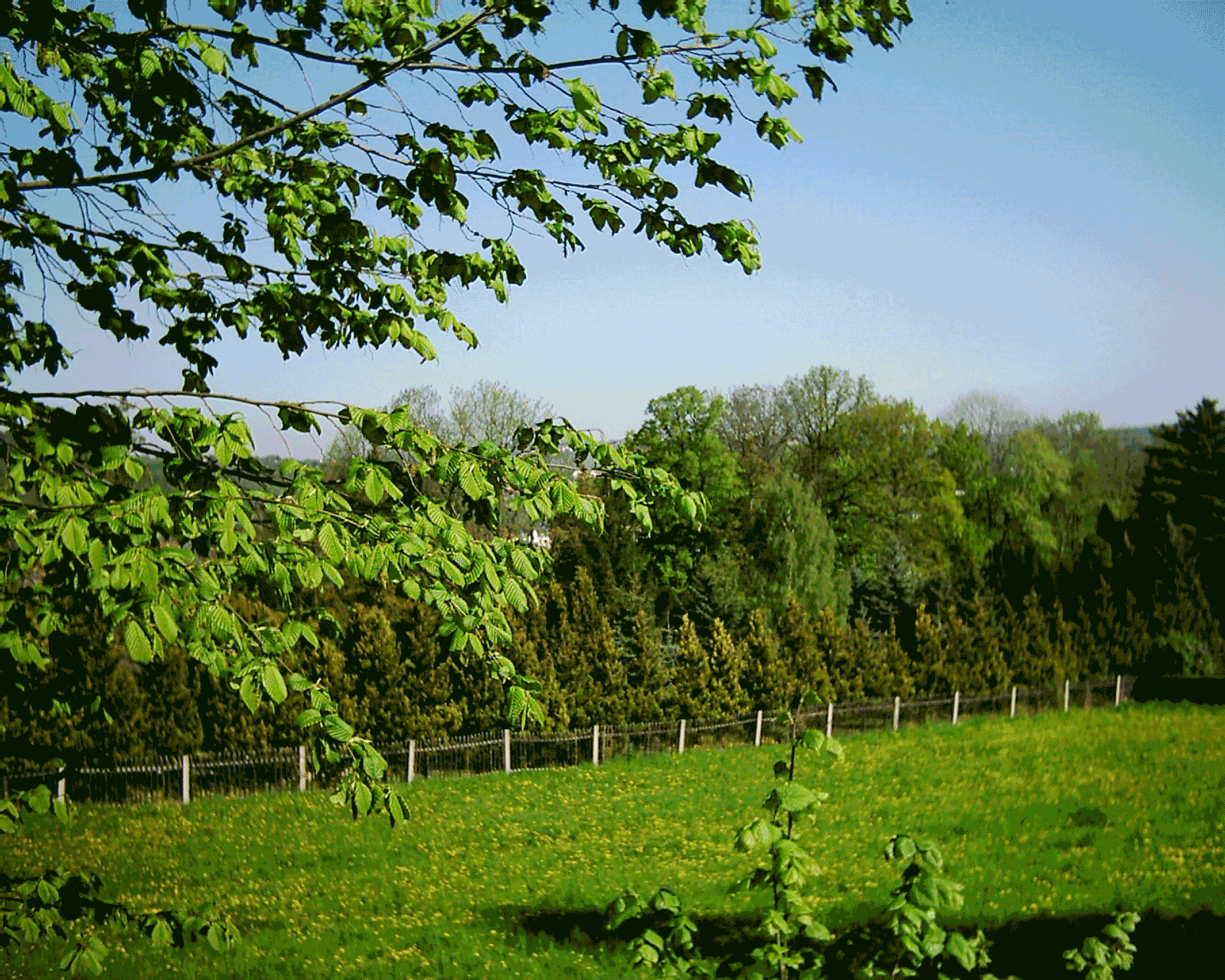
Gras ist grün: Farbkonstanz und Farbabstand

Es gibt mehrere Studien dazu, welcher geringste Farbabstand vom gewöhnlichen Betrachter („usual user“) noch unterschieden werden kann. Als Ergebnis wurden (etwas abhängig vom Untersuchungsziel) sowohl ΔE = 1, als auch ΔE = 2,5 gefunden. Bei visuellen Abmusterungen spielt auch immer die Einhaltung der Anpassungszeit eine Rolle, die von der Übung des Betrachters auf Farbunterschiede beeinflusst ist. Die menschliche Wahrnehmung ist auf Farbkonstanz geübt: „Bäume und Wiesen sind grün“. Dennoch lassen sich bei genügender Aufmerksamkeit hier Farbnuancen von grünem Gelb bis zu blauem Grün finden.
Derartige Betrachtungen sind für technische Systeme wichtig, da im Verlaufe des gesamten Farbmanagementprozesses (whole color reproduction workflow) geräte- und systembedingte Abweichungen von durchgeführten Kalibrierungen auftreten. Im gewollten Qualitätsmanagement dieses Prozesses besteht aber die Forderung, dass dem „üblichen Betrachter“ produktionsbedingte Farbdifferenzen nicht auffallen dürfen. Technisch normale Abweichungen liegen im Offset und Rollentiefdruck bei Farbabständen von 2…4 ΔE, bei Desktopdruckern und ähnlichen Ausgabegeräten können sogar höhere Abweichungen auftreten.
Die Studie von Stokes et al. besagt, dass Fehler unter 2,5 ∆E in Realaufnahmen, die auf Röhrenbildschirmen betrachtet werden, nicht sichtbar sind.
Um verwertbare Ergebnisse bei der Beurteilung von Farbabweichungen zu bekommen, müssen die Rahmenbedingungen genau festgelegt sein. Dazu zählen unter anderem Beleuchtungsstärke, gegebenenfalls mit Toleranzangabe, Zeit zur Helligkeits- und Farbadaptation an die Beleuchtung und an Farbe oder Helligkeit der nahen und weiteren Umgebung des Betrachtungsfeldes. Bei visuellen Betrachtungen dienen Abmusterungskabinen zur Einhaltung der Rahmenbedingungen.
| ΔE           | Bewertung                                        |
| ------------ | ------------------------------------------------ |
| 0,0 … 0,5    | nahezu unmerklich                                |
| 0,5 … 1,0    | für das geübte Auge bemerkbar                    |
| 1,0 … 2,0    | geringer Farbunterschied                         |
| 2,0 … 4,0    | wahrgenommener Farbunterschied                   |
| 4,0 … 5,0    | wesentlicher, selten tolerierter Farbunterschied |
| oberhalb 5,0 | die Differenz wird als andere Farbe bewertet     |

### Drucktechnik
Bei Druckerzeugnissen müssen Abstände zwischen Original und Reproduktion numerisch angegeben werden können, die auch der Empfindung von einer überwiegenden Anzahl an Betrachtern akzeptiert wird. Ziel ist es einen Zahlenwert zu erhalten, um über Farbabstand kommunizieren zu können und nachfolgend in Verträgen über Druck- und Reproduktionsdienstleistungen Toleranzen festlegen zu können.
Für die zulässigen Unterschiede zwischen Prüfdruck (Proof) und dem zu erwartendem gedruckten Ergebnis im Fortdruck sind, bestimmte Werte vorgegeben, wie etwa im Medienstandard Druck.
Dabei entspricht ein ∆E = 1 einem geringen, kaum sichtbaren Unterschied. Ein ∆E von 5 ist deutlich sichtbar. Näherungsweise ist dies ein Farbabstand wie zwischen einem Grau mit 50 % Schwarzanteil und einem solchen mit 55 % Schwarz. Der Abstand von fünf ΔE-Einheiten zwischen dem abgelieferten Druckergebnis und der gewünschten Farbe der Druckvorlage wird vom Dienstleister normalerweise einen Neudruck oder einen Preisnachlass, also einen wirtschaftlichen Verlust bringen.
Für die praktische Anwendung der Farbmessung ist der empfindungsgemäße Abstand von Bedeutung, um eine gute Übereinstimmung mit der farblichen Erfahrung zu erreichen. Allerdings kann der Farbabstand auch Maß für andere Zwecke sein, dennoch sollte der beurteilte Abstand in allen Farbarten gleichwertig sein.

### Metamere Farben

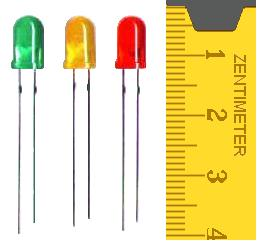
Farbvalenz: Farbe von Leuchtdioden

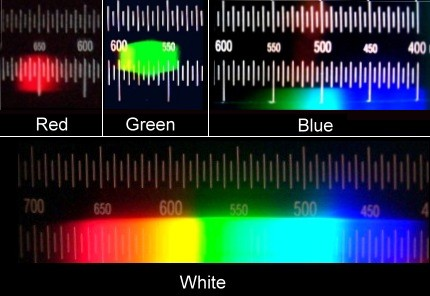
Farbreiz, das Spektrum von Leuchtdioden in rot, grün, blau und weiß

Der Metamerieindex gibt an, wie weit sich bedingt gleiche Farben bei unterschiedlicher Beleuchtung unterscheiden. Das Maß ist hier Delta E der untersuchten Farbe bei zwei festgelegten (geeigneten) Lichtarten.
Bei Körperfarben unterscheidet man zwei Formen der Metamerie.
bedingt gleich
Zwei bedingt gleiche Farben haben bei einer bestimmten Lichtart die gleiche Farbvalenz, sind durch das Auge nicht zu unterscheiden, obwohl ihre Absorptionsspektren verschieden sind. Man bezeichnet diesen Effekt als Metamerie. Ohne Metamerie wäre die Darstellung von Farbbildern auf Bildschirmen mit nur drei schmalbandigen Primärfarben (Leuchtstoffen) Rot, Grün und Blau nicht möglich.
unbedingt gleich
Zwei unbedingt gleiche Farben sehen bei allen Lichtarten gleich aus, da das Absorptionsspektrum identisch ist.

### Farbrezeptierung
Bei der Farbnachstellung lässt sich mit dem aktuellen Farbabstand zwischen Farbmuster und Standard feststellen welche Rezepturanpassungen erfolgen müssen, um die Qualität des Farbmusters zu verbessern. Farbrezeptierung in diesem Sinne ist überhaupt erst möglich, seitdem (Körper-)Farben numerisch erfasst und quantifiziert werden können.

### Dispergierbarkeit
Der Farbabstand wird als Vergleichsmaß genutzt, um die Dispergierbarkeit von Buntpigmenten beurteilen zu können.

### Alterungsvorgänge
Farbige Produkte unterliegen während ihrer Lebensdauer einer Farbveränderung, wie bei der Vergilbung oder durch extreme Umwelteinflüsse. Diese Eigenschaft kann durch künstliche Alterungen getestet werden und lässt sich mittels Delta E beschreiben oder auch statistisch auswerten.

## Farbsensibilität
Farbunterschieds-Empfindlichkeit unterscheidet sich vom oben beschriebenen Begriff des Farbabstandes.
Farbabstand beruht auf der Farbvalenz, jener Gewichtung des Farbreizes durch die Empfindlichkeitsfunktionen der Zapfen.
Die Farbunterschiedsempfindlichkeit hingegen beruht direkt auf dem Farbreiz, in Gestalt des elektromagnetischen Spektrums. Sie beschreibt das wellenlängenabhängige Unterscheidungsvermögen des Auges für benachbarte Farbarten. In den Bereichen der Zapfenmaxima, bei etwa 450 nm, 500 nm und 600 nm, ist dieses am größten. Hier können Unterschiede zwischen benachbarten Wellenlängen von nur einem Nanometer wahrgenommen werden.